# ویلیام الگین سوئینتن
ویلیام الگین سوئینتن (انگلیسی: William Elgin Swinton؛ ۳۰ سپتامبر ۱۹۰۰ – ۱۲ ژوئن ۱۹۹۴) یک دیرین‌شناس بود.